# Libia en los Juegos Paralímpicos
Libia en los Juegos Paralímpicos está representada por el Comité Paralímpico Libio, miembro del Comité Paralímpico Internacional.
Ha participado en ocho ediciones de los Juegos Paralímpicos de Verano, su primera presencia tuvo lugar en Atlanta 1996. El deportista Abdelrahim Hamed logró la única medalla paralímpica del país en las ediciones de verano, al obtener en Sídney 2000 la medalla de bronce en levantamiento de potencia en la categoría de +100 kg.
En los Juegos Paralímpicos de Invierno Libia no ha participado en ninguna edición.

## Medallero

### Por edición
Juegos Paralímpicos de Verano
| Evento              | Oro | Plata | Bronce | Total |
| ------------------- | --- | ----- | ------ | ----- |
| Atlanta 1996        | 0   | 0     | 0      | 0     |
| Sídney 2000         | 0   | 0     | 1      | 1     |
| Atenas 2004         | 0   | 0     | 0      | 0     |
| Pekín 2008          | 0   | 0     | 0      | 0     |
| Londres 2012        | 0   | 0     | 0      | 0     |
| Río de Janeiro 2016 | 0   | 0     | 0      | 0     |
| Tokio 2020          | 0   | 0     | 0      | 0     |
| París 2024          | 0   | 0     | 0      | 0     |
| TOTAL               | 0   | 0     | 1      | 1     |

### Por deporte
Deportes de verano
| Evento                    | Oro | Plata | Bronce | Total |
| ------------------------- | --- | ----- | ------ | ----- |
| Levantamiento de potencia | 0   | 0     | 1      | 1     |
| TOTAL                     | 0   | 0     | 1      | 1     |